# Chapelle de la Cordelle
La chapelle de la Cordelle est une église au cœur de l'Ermitage La Cordelle située à Vézelay, en France.

## Localisation
La chapelle est située dans le département français de l'Yonne, dans la commune de Vézelay au flanc nord de la colline de Vézelay. 

## Historique

### Les origines
La chapelle a été construite en 1146-1170 après la prédication de saint Bernard pour la Deuxième Croisade suite au miracle présumé lors de cet événement. Cette prédication fit grand bruit du fait de la présence du Roi Louis VII et de son épouse, la reine Aliénor d'Aquitaine, de l’affluence des chevaliers dont l’enthousiasme à l’écoute de la prédication faillit tourner au drame avec la ruée de ceux-ci en direction de l’estrade royale pour y recevoir les croix en tissu préparées pour partir en croisade, entraînant l’effondrement de l’estrade où avaient pris place les personnalités. L'incident fut sans gravité puisqu'il n'y a pas eu de victimes. On considéra ce fait comme un vrai miracle, car la partie où siégeait le roi avait résistée.
En souvenir de cet événement et du miracle, l’abbé Ponce de Montboisier (1138-1161), frère de Pierre le Vénérable, fit édifier la petite chapelle romane mémorial.
Elle est consacrée en 1152. Elle est dédiée à la Sainte Croix, mais elle est surnommée la Cordelle en référence au cordon des moines franciscains.
Saint Louis la visite plusieurs fois, notamment en 1248 et en 1267, lorsqu'il vient vénérer les reliques de Marie-Madeleine à la basilique de Vézelay. 
Un prieuré placé sous le vocable de saint Fiacre est construit à côté pour les bénédictins. Les franciscains venus d'Italie les remplacent au XIIIe siècle et y demeurent jusqu'à la Révolution.

### Retour et la restauration de «La Cordelle»
La présence franciscaine a été rétablie en 1949. Trois franciscains (aujourd'hui 2025 ; frères Jean-Paul, Patrice et Éric) desservent depuis 2018/2023 la chapelle et accueillent les pèlerins.
L'édifice est classé au titre des monuments historiques en 1953.

### Le renouveau de La Cordelle (2024-2026)
Le projet de rénovation de La Cordelle, initié par la Province franciscaine de France-Belgique doit permettre de réaménager le lieu en 3 espace se déployant  de l'ouverture au monde jusqu'au retrait et au silence propres à la vie de l'ermitage.
Le chantier de rénovation a débuté en 2024 chantier avec des fouilles archéologiques conduites par l'INRAP  à l'été 2024,. Ce chantier de rénovation permettra de réaménager notamment la chapelle, cœur de l’ermitage, ouverte de jour comme de nuit à la visite et au recueillement.

## Une chapelle ouverte jour et nuit

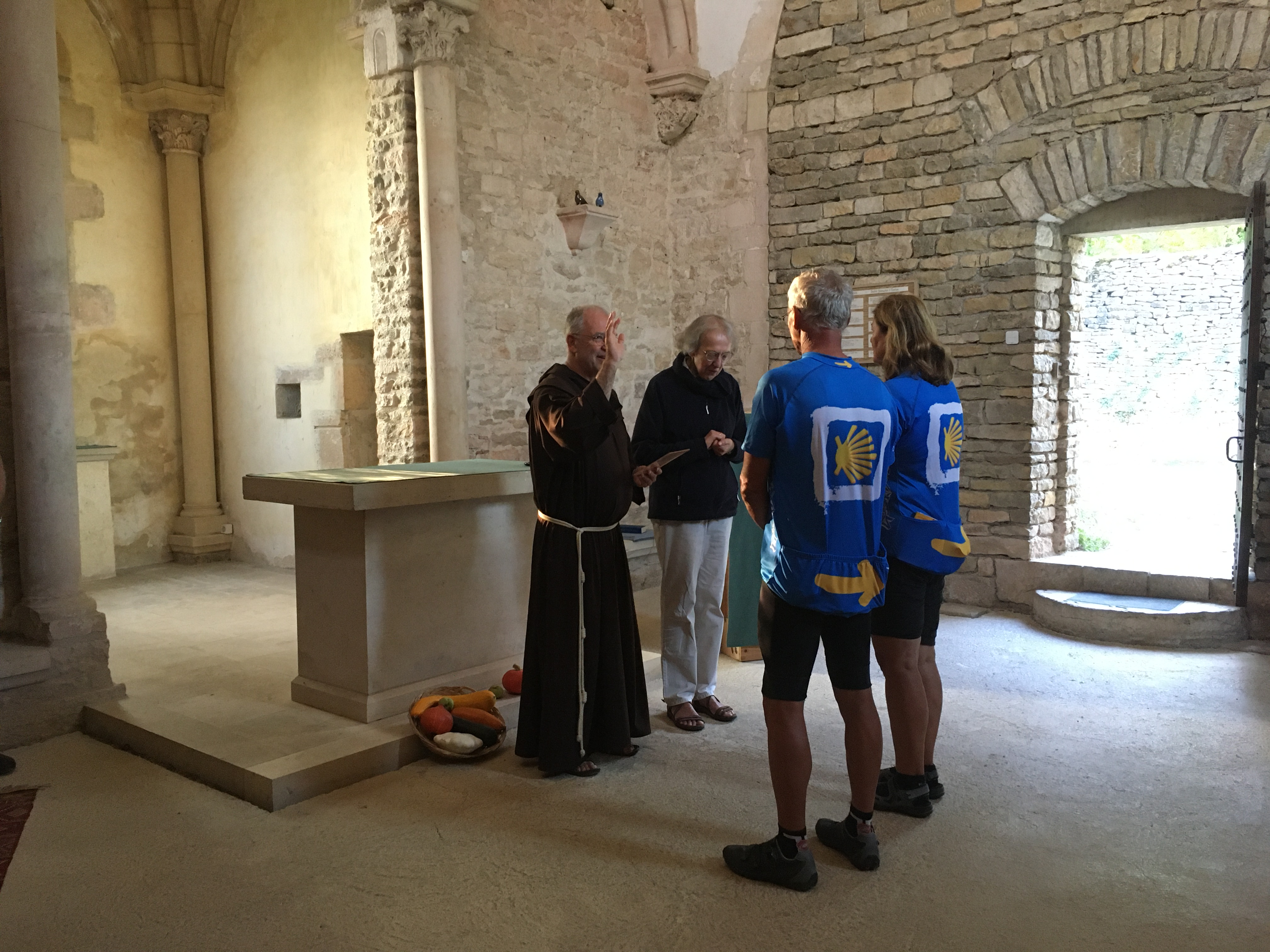
Bénédiction de pèlerins.

À La Cordelle, les frères ont choisi de laisser la chapelle ouverte jour et nuit... Dans le cahier à couverture rouge, placé près de la porte d’entrée, on peut lire des messages en allemand, néerlandais, chinois ou portugais. « Merci de préserver ce lieu d’une grande paix, ouvert et puissant », signe Ana. De mai à octobre, environ 150 visiteurs franchissent chaque jour le porche multicentenaire. Jusqu’à 15 pèlerins d’Assise et de Saint-Jacques-de-Compostelle, dont c’est le point de départ, s’élancent sur les chemins après avoir reçu la bénédiction.

### Architecture

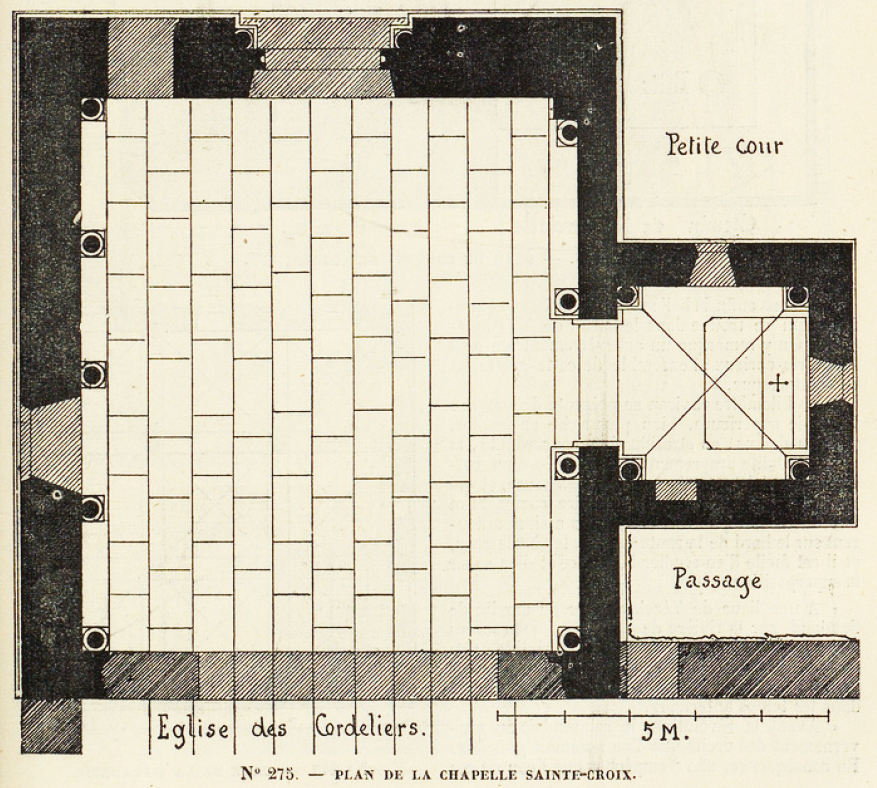
Plan de la chapelle
Dessin de Victor Petit, 1870..

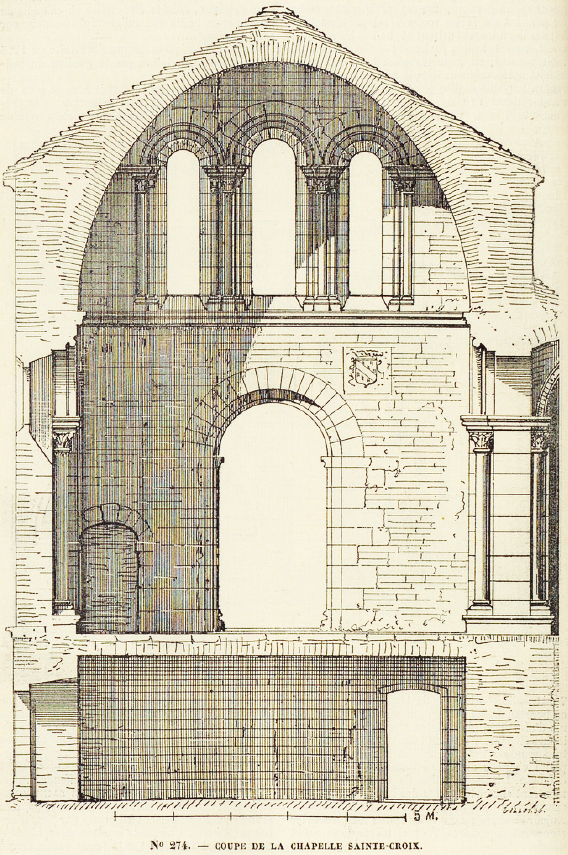
Coupe de la chapelle
Dessin de Victor Petit, 1870.

Cette chapelle de plan quadrangulaire est de style roman. Elle présente, en plan, une forme à peu près carrée. Elle se présente comme une salle mesurant intérieurement 8,40 mètres de large sur 7,50 mètres de long avec un chœur carré orienté de 3 mètres sur 3 mètres. Sa particularité est que sa voûte en berceau ogival est construite dans le sens nord-sud, perpendiculairement à l'axe habituel (probablement pour faire face à la déclivité du terrain). Cette voûte s'appuie sur des murs décorés d'arcature plein-cintre reposant sur des colonnes élégantes. Victor Petit souligne en 1870  la très grande pureté et habileté du profil des moulures. Il mentionne également : "Au-dessous de la chapelle de Saint-Fiacre règne un assez large caveau dont l'entrée était de plain-pied avec le sol primitif modifié dans sa pente générale par l'établissement de plusieurs terrasses occupées aujourd'hui par des plates-bandes potagères". A noter que ce caveau a été construit compte-tenu de la déclivité du terrain pour soutenir la chapelle et n'ai pas une crypte au sens propre même si désormais ce caveau est considéré ainsi et utilisé en chapelle d'hiver.
Les voûtes de la chapelle sont surélevées par la suite en gothique.

### Décoration
Le dépouillement décoratif est à souligner avec seulement sur les deux côtés qui reçoivent le poids de la voûte quelques colonnettes (4 à l'est et 5 à l'ouest, dont plusieurs ont disparu) surmontées de chapiteaux à feuillage (aujourd'hui très endommagé). Ceux-ci recueillent sur des tailloires moulurés des arcs à gros boudin comme ceux dans la salle du Chapitre attenante à la Basilique Sainte-Marie-Madeleine de Vézelay. 
Un seul chapiteau est décoré d'animaux symboliques, figurant l'Ancien Testament sous la figure d'un hibou aveuglé par la lumière du Christ, révélée par le Nouveau Testament et la tête picorée par des aigles, symboles de saint Jean (dans la même thématique que l'un des chapiteaux de bas-côté nord de la Basilique Sainte-Marie-Madeleine de Vézelay, côté Nord). 
Les trois grandes baies vitrées sont des témoins de l'éclairage primitif des lieux ainsi que celles du petit sanctuaire où se trouve l'autel.

## Galerie

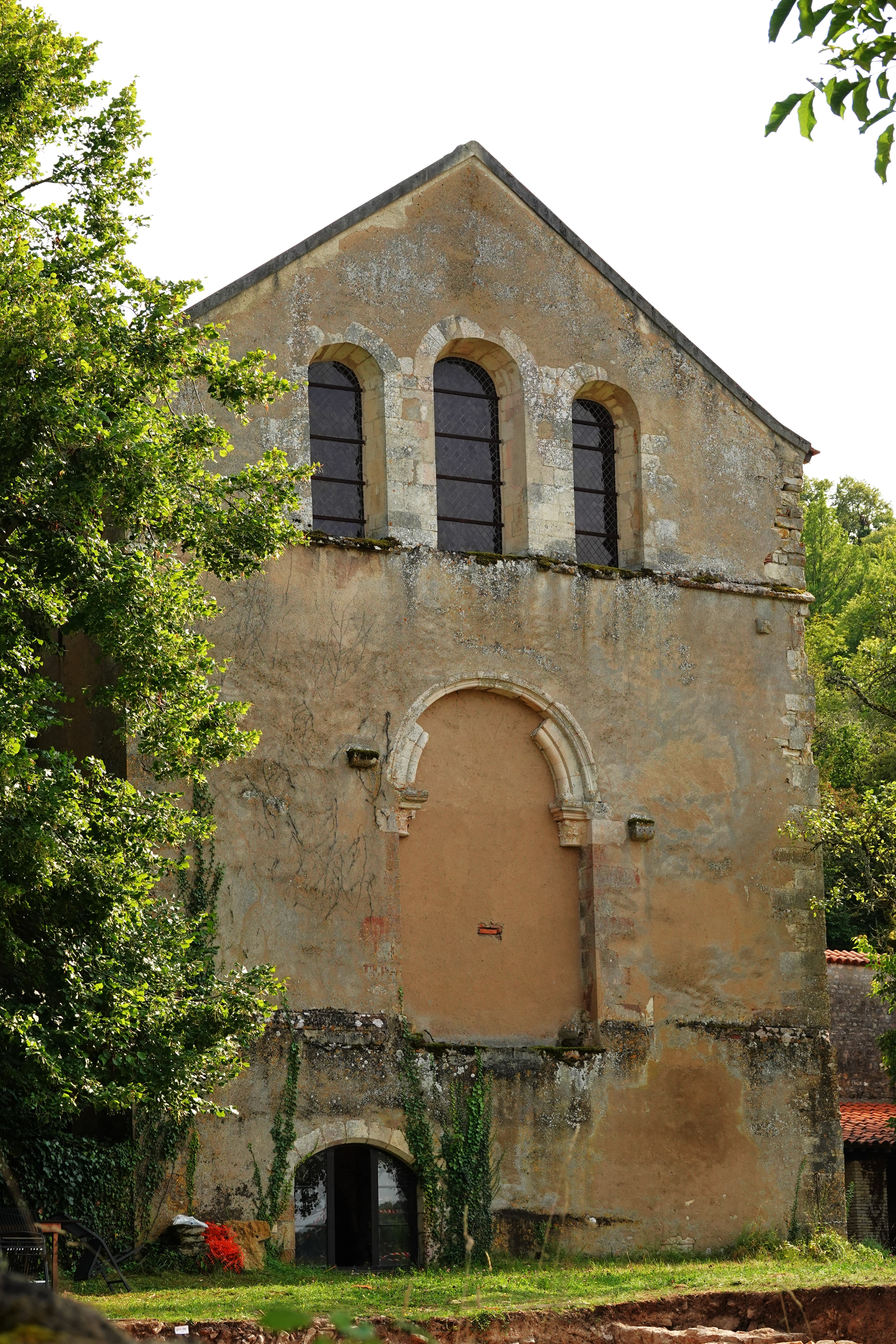
Façade Nord.
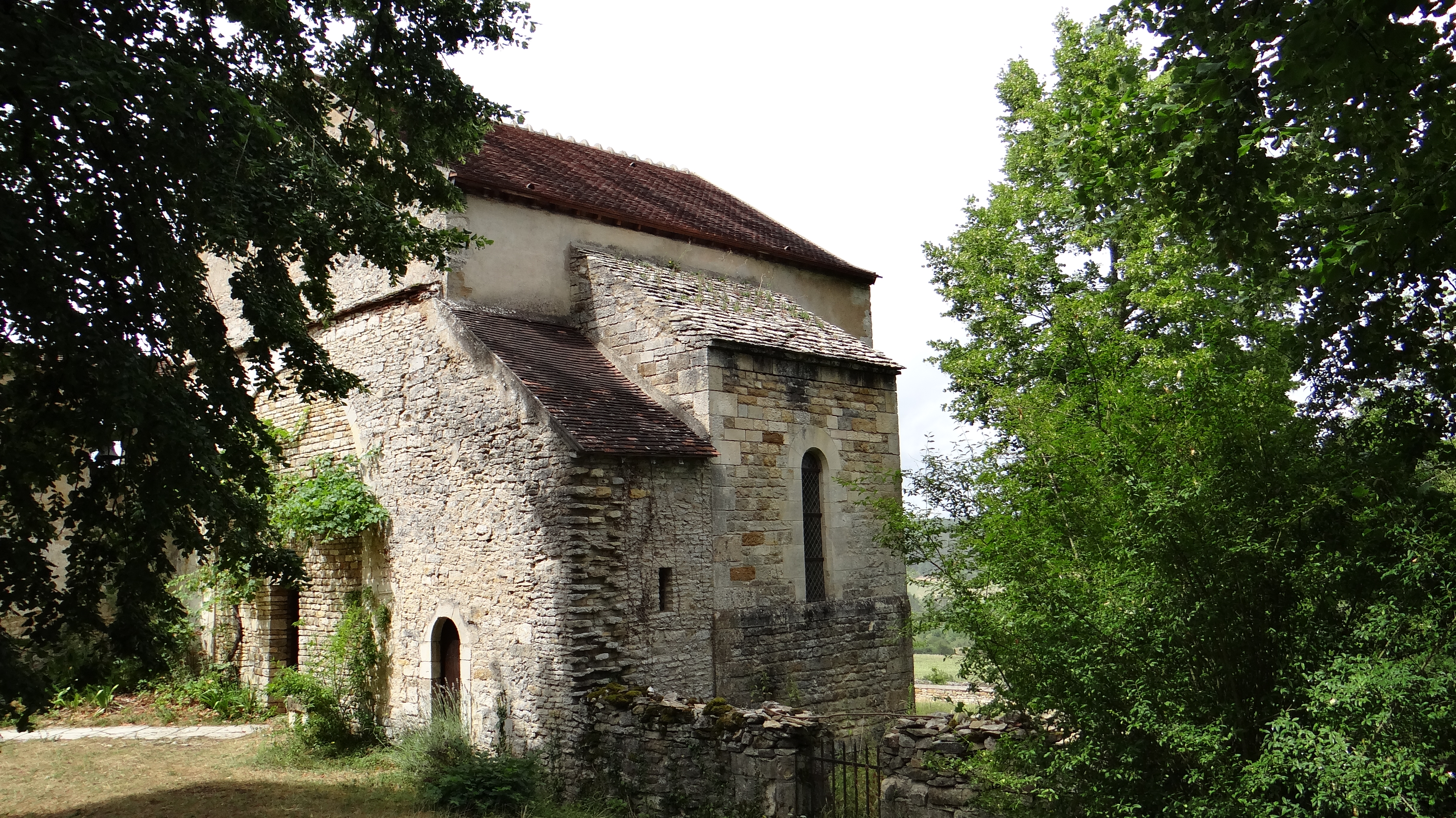
Vue extérieure.
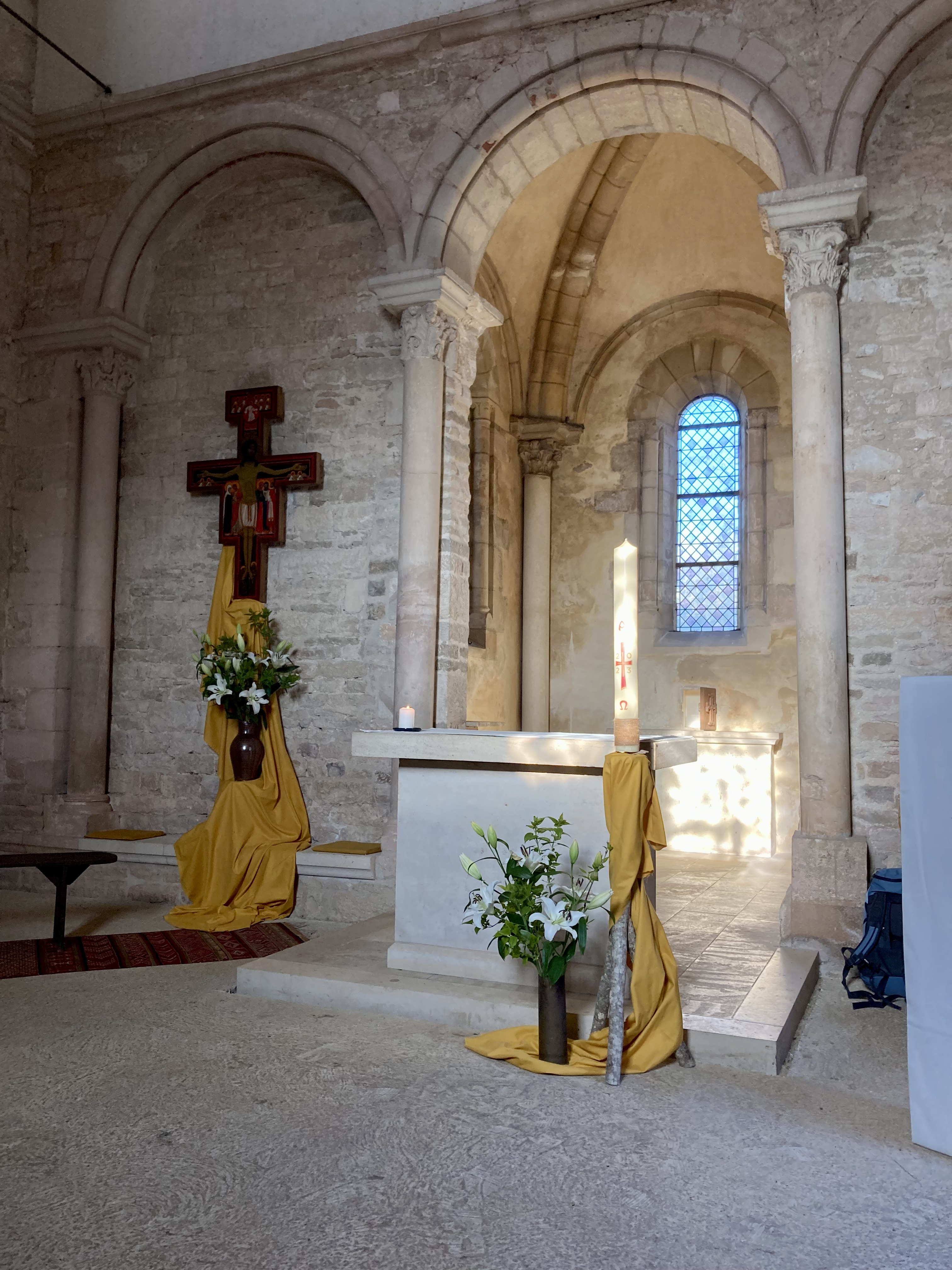
Autel.
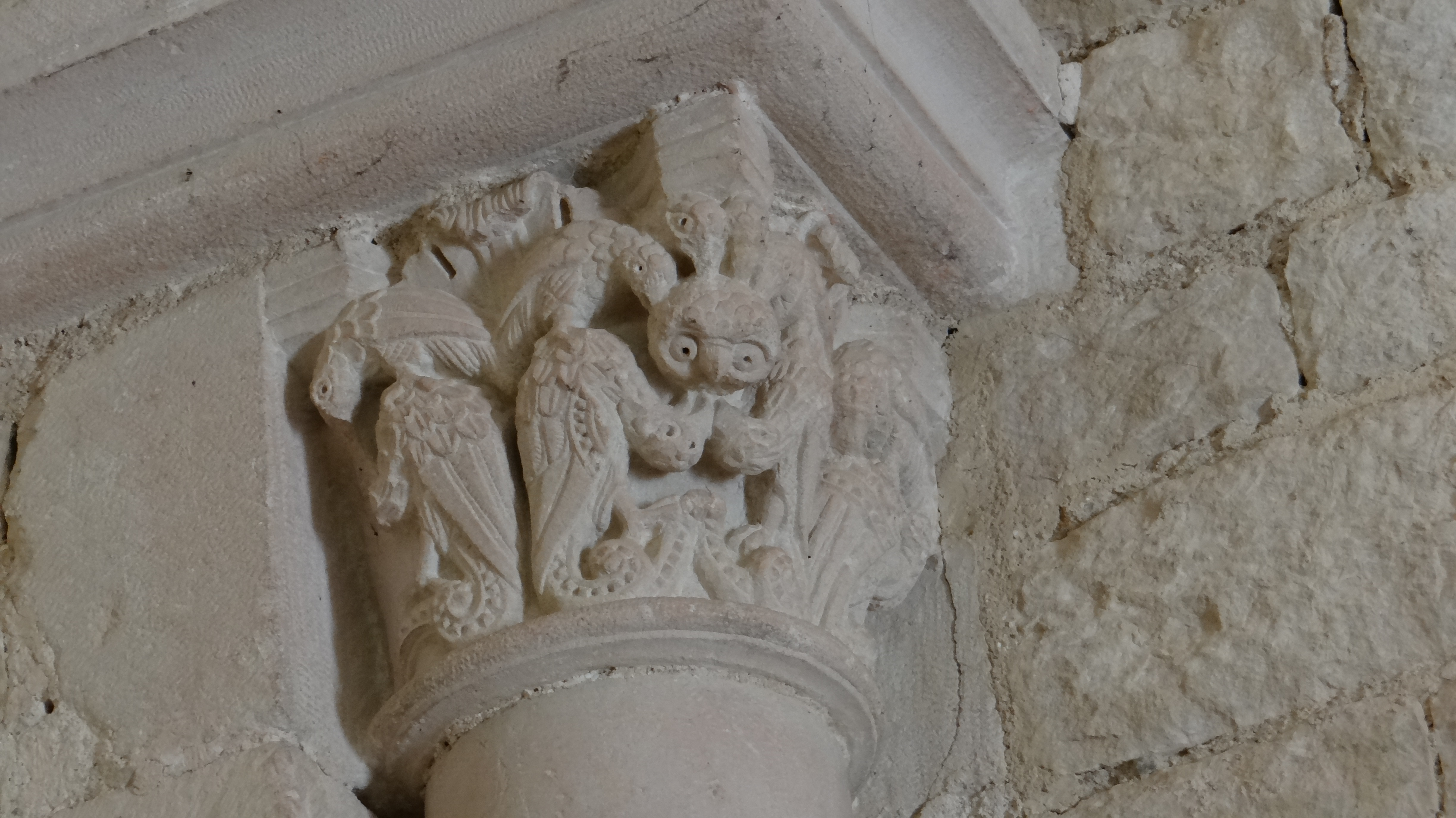
Chapiteau avec l'aigle, symbole de saint Jean.
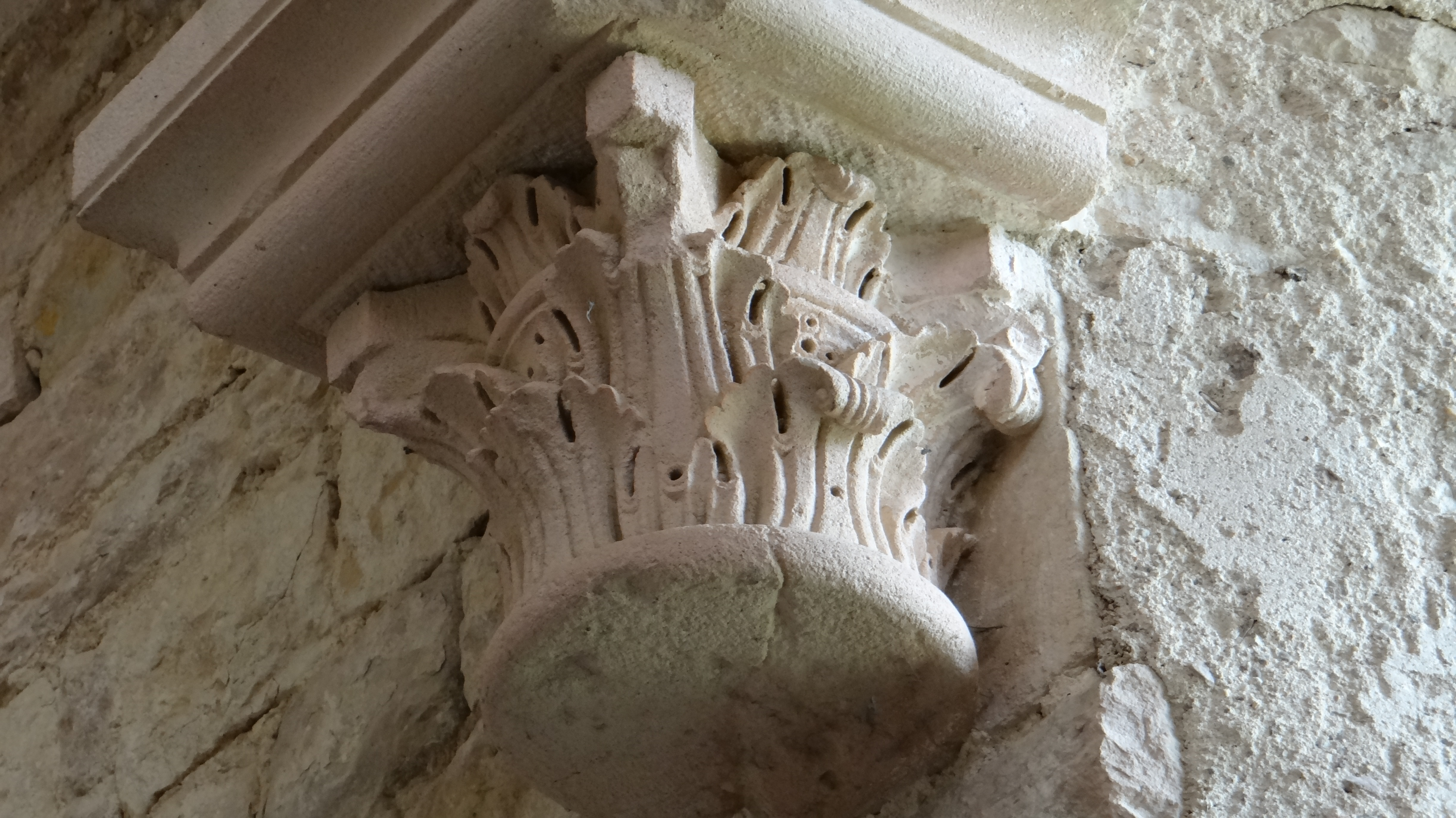
Chapiteau à feuillage.
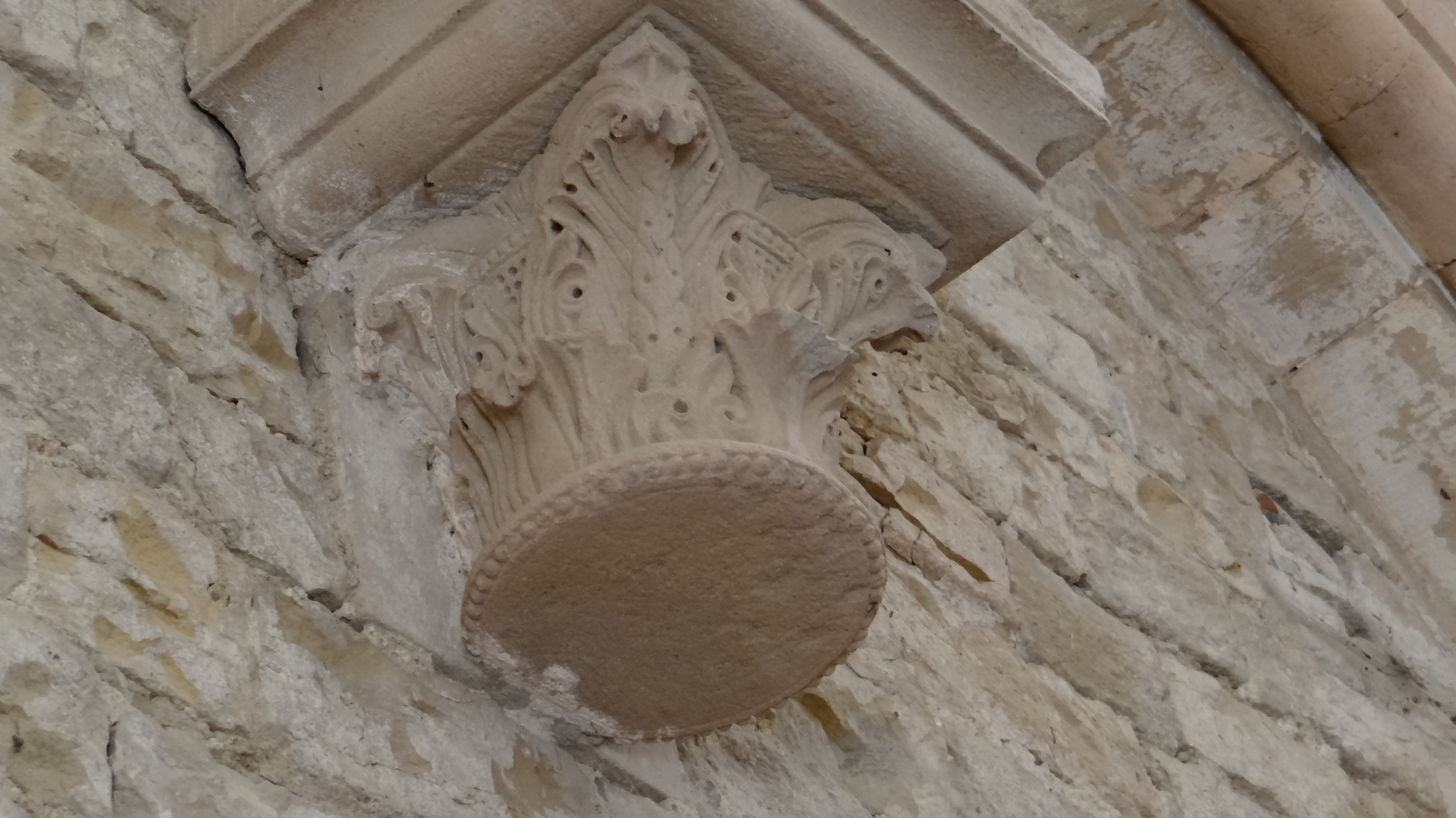
Chapiteau à feuillage.
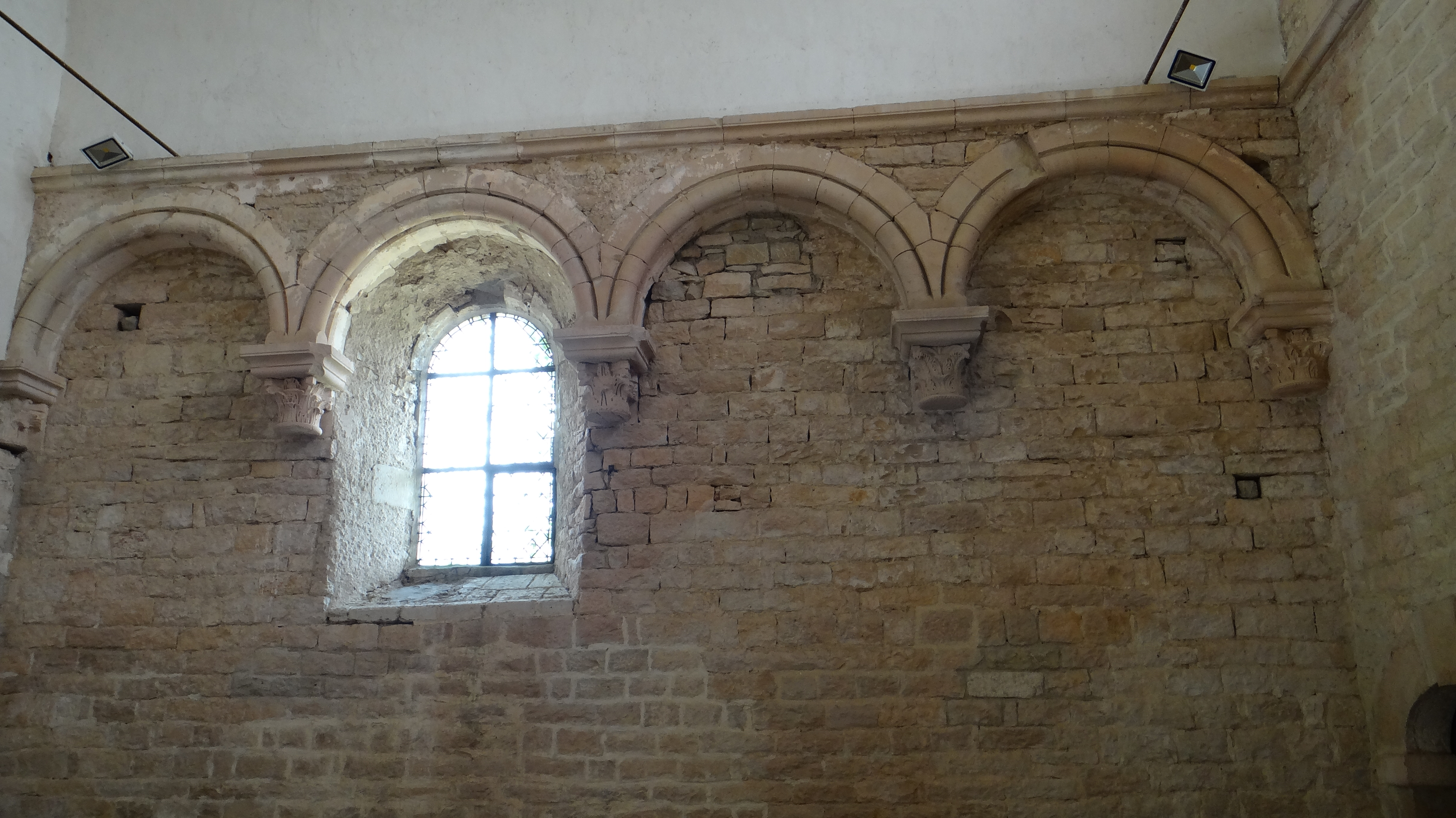
Intérieur.
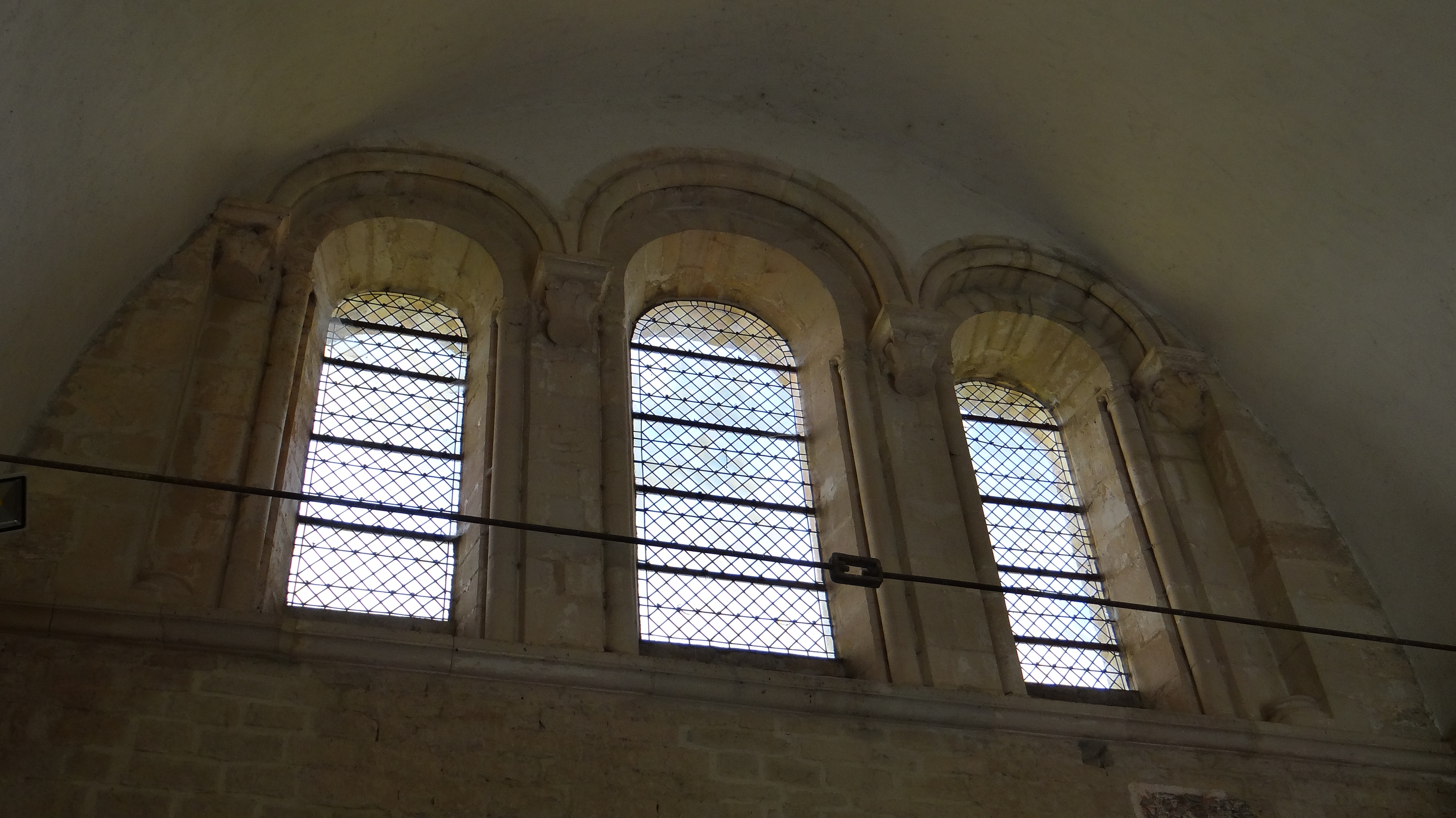
Ouvertures.
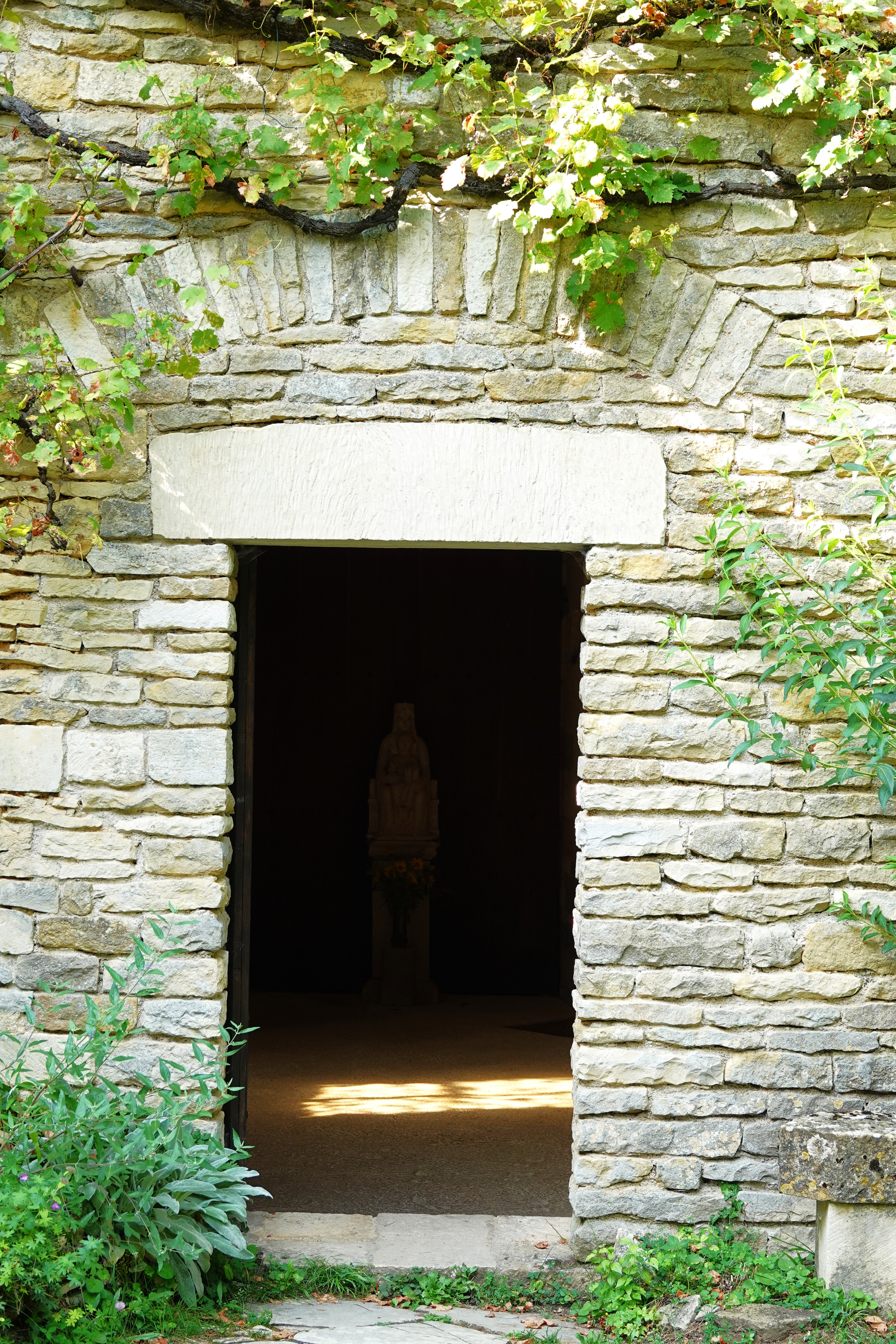
Entrée de la chapelle.